# Sepsina
Sepsina es un género de lagartos perteneciente a la familia Scincidae. Se distribuyen por el África Austral.

## Especies
Según The Reptile Database:
- Sepsina alberti Hewitt, 1929
- Sepsina angolensis Bocage, 1866
- Sepsina bayoni (Bocage, 1866)
- Sepsina caluanda Parrinha, Marques, De Sousa, Bauer & Ceríaco, 2025[2]
- Sepsina copei Bocage, 1873
- Sepsina tetradactyla Peters, 1874